# Concessão Internacional
A  Concessão Internacional  é uma   recompensa científica  concedida   pela   União Geofísica Americana. 
A distinção, instituída em 2006 ,  é conferida para honrar um cientista individual ou uma pequena equipe de qualquer nacionalidade ou cidadania, com relevantes contribuições em promover as ciências da terra e do espaço, e usar a ciência para o benefício da sociedade e menos para favorecer nações.    